# Francesca Bortolan
Francesca Bortolan (Vicenza, 30 aprile 1969) è un'ex cestista italiana.

## Carriera
Alta 170 cm, giocava come playmaker nell'Associazione Sportiva Vicenza nel 1989-90. In quella stagione ha totalizzato 5 punti in 6 partite di campionato. Ha vinto un titolo con la squadra vicentina.

## Palmarès
- Campionato italiano: 1
A.S. Vicenza: 1986-87